# Лопата (озеро)
Лопата (фин. Kynsjärvi) — озеро на территории Мельниковского сельского поселения Приозерского района Ленинградской области.

## Общие сведения
Площадь озера — 0,7 км². Располагается на высоте 9,6 метров над уровнем моря.
Форма озера продолговатая: вытянуто с северо-запада на юго-восток. Берега изрезанные, преимущественно  заболоченные.
Из юго-восточной оконечности озера вытекает протока без названия, втекающая в реку Вуоксу.
В озере расположены несколько некрупных островов: Раясаари (фин. Rajasaari), Куйккалуото (фин. Kuikkaluoto), Мюрясаари (фин. Myräsaari) и Селькялуото (фин. Selkäluoto).
С востока от озера проходит дорога местного значения 41К-153 («Сапёрное — Мельниково — Кузнечное»). К юго от озера расположен посёлок Васильево.
Название озера переводится с финского языка как «ноготь-озеро».
Код объекта в государственном водном реестре — 01040300211102000012608.